# Agron Memedi
Agron Memedi (in macedone Агрон Мемеди?; Tetovo, 5 novembre 1980) è un ex calciatore macedone, di ruolo difensore.

## Biografia
Agron Memedi nasce in una famiglia albanese della Macedonia del Nord. Fin da giovane si accostò al gioco del calcio.

## Carriera

### Club
Il 1º luglio 2007 viene acquistato a titolo definitivo per 30.000 euro dalla squadra macedone del Renova.

### Nazionale
Nel 2010 ha giocato una partita con la nazionale macedone.

## Palmarès

### Club

#### Competizioni nazionali
- Campionato macedone: 1

Renova: 2009-2010
- Coppa di Macedonia: 1

Renova: 2010-2011